# Afrikaans kampioenschap voetbal 1970
De African Cup of Nations 1970 was de zevende editie van de Afrika Cup, het kampioenschap voor nationale voetbalelftallen. Het werd voor de tweede maal in Soedan georganiseerd. Er werd gespeeld van 6 tot en met 16 februari in Khartoem en Wad Madani. Soedan (gastland) en Congo-Kinshasa (titelverdediger) waren automatisch geplaatst voor de eindronde. Voor de vierde keer in de geschiedenis van de Afrika Cup won het organiserende land het kampioenschap.

## Kwalificatie

### Eerste ronde
|                                     |        |       |           |        |
| 17 november 1968 «onderlinge duels» | Zambia | 2 – 2 | Mauritius | Zambia |
| 17 november 1968 «onderlinge duels» |        |       |           | Zambia |

|                                    |           |       |        |           |
| 8 december 1968 «onderlinge duels» | Mauritius | 2 – 3 | Zambia | Mauritius |
| 8 december 1968 «onderlinge duels» |           |       |        | Mauritius |

Zambia door naar de tweede ronde.
|                                     |       |       |          |       |
| 16 februari 1969 «onderlinge duels» | Kenia | 0 – 1 | Tanzania | Kenia |
| 16 februari 1969 «onderlinge duels» |       |       |          | Kenia |

|                                 |          |       |       |          |
| 1 maart 1969 «onderlinge duels» | Tanzania | 1 – 1 | Kenia | Tanzania |
| 1 maart 1969 «onderlinge duels» |          |       |       | Tanzania |

Tanzania door naar de tweede ronde.
|                                 |          |       |         |          |
| 9 maart 1969 «onderlinge duels» | Algerije | 2 – 0 | Marokko | Algerije |
| 9 maart 1969 «onderlinge duels» |          |       |         | Algerije |

|                                  |         |       |          |         |
| 22 maart 1969 «onderlinge duels» | Marokko | 1 – 0 | Algerije | Marokko |
| 22 maart 1969 «onderlinge duels» |         |       |          | Marokko |

Algerije door naar de tweede ronde.
|                                     |        |       |      |        |
| 10 augustus 1969 «onderlinge duels» | Guinee | 4 – 0 | Togo | Guinee |
| 10 augustus 1969 «onderlinge duels» |        |       |      | Guinee |

|                                     |      |       |        |      |
| 24 augustus 1969 «onderlinge duels» | Togo | 1 – 1 | Guinee | Togo |
| 24 augustus 1969 «onderlinge duels» |      |       |        | Togo |

Guinee door naar de tweede ronde.
|                                     |         |       |          |         |
| 10 augustus 1969 «onderlinge duels» | Oeganda | 1 – 1 | Kameroen | Oeganda |
| 10 augustus 1969 «onderlinge duels» |         |       |          | Oeganda |

|                                     |          |       |         |          |
| 24 augustus 1969 «onderlinge duels» | Kameroen | 2 – 0 | Oeganda | Kameroen |
| 24 augustus 1969 «onderlinge duels» |          |       |         | Kameroen |

Kameroen door naar de tweede ronde.
|                    |                               |          |         |  |
| «onderlinge duels» | Verenigde Arabische Republiek | Walkover | Somalië |  |
| «onderlinge duels» |                               |          |         |  |

Somalië trok zich terug. Ver. Arabische Republiek door naar de tweede ronde.
|                    |      |          |             |  |
| «onderlinge duels» | Mali | Walkover | Opper-Volta |  |
| «onderlinge duels» |      |          |             |  |

Oppervolta trok zich terug. Mali door naar de tweede ronde.
|                    |       |          |         |  |
| «onderlinge duels» | Niger | Walkover | Nigeria |  |
| «onderlinge duels» |       |          |         |  |

Nigeria trok zich terug. Niger door naar de tweede ronde.
|                    |         |          |              |  |
| «onderlinge duels» | Senegal | Walkover | Sierra Leone |  |
| «onderlinge duels» |         |          |              |  |

Sierra Leone trok zich terug. Senegal door naar de tweede ronde.

### Tweede ronde
|                                     |       |       |       |       |
| 17 augustus 1969 «onderlinge duels» | Ghana | 6 – 0 | Niger | Ghana |
| 17 augustus 1969 «onderlinge duels» |       |       |       | Ghana |

|                                      |       |       |       |       |
| 21 september 1969 «onderlinge duels» | Niger | 1 – 9 | Ghana | Niger |
| 21 september 1969 «onderlinge duels» |       |       |       | Niger |

Ghana geplaatst voor het hoofdtoernooi.
|                                      |                               |       |          |                               |
| 19 september 1969 «onderlinge duels» | Verenigde Arabische Republiek | 1 – 0 | Algerije | Verenigde Arabische Republiek |
| 19 september 1969 «onderlinge duels» |                               |       |          | Verenigde Arabische Republiek |

|                                      |          |       |                               |          |
| 28 september 1969 «onderlinge duels» | Algerije | 1 – 1 | Verenigde Arabische Republiek | Algerije |
| 28 september 1969 «onderlinge duels» |          |       |                               | Algerije |

Ver. Arabische Republiek geplaatst voor het hoofdtoernooi.
|                                   |          |       |          |          |
| 8 oktober 1969 «onderlinge duels» | Ethiopië | 7 – 0 | Tanzania | Ethiopië |
| 8 oktober 1969 «onderlinge duels» |          |       |          | Ethiopië |

|                                    |          |       |          |          |
| 22 oktober 1969 «onderlinge duels» | Tanzania | 1 – 2 | Ethiopië | Tanzania |
| 22 oktober 1969 «onderlinge duels» |          |       |          | Tanzania |

Ethiopië geplaatst voor het hoofdtoernooi.
|                                   |      |       |           |      |
| 8 oktober 1969 «onderlinge duels» | Mali | 0 – 0 | Ivoorkust | Mali |
| 8 oktober 1969 «onderlinge duels» |      |       |           | Mali |

|                                    |           |       |      |           |
| 22 oktober 1969 «onderlinge duels» | Ivoorkust | 4 – 0 | Mali | Ivoorkust |
| 22 oktober 1969 «onderlinge duels» |           |       |      | Ivoorkust |

Ivoorkust geplaatst voor het hoofdtoernooi.
|                                   |         |       |        |         |
| 8 oktober 1969 «onderlinge duels» | Senegal | 1 – 1 | Guinee | Senegal |
| 8 oktober 1969 «onderlinge duels» |         |       |        | Senegal |

|                                    |        |       |         |        |
| 22 oktober 1969 «onderlinge duels» | Guinee | 4 – 3 | Senegal | Guinee |
| 22 oktober 1969 «onderlinge duels» |        |       |         | Guinee |

Guinee geplaatst voor het hoofdtoernooi.
|                                   |        |       |          |        |
| 8 oktober 1969 «onderlinge duels» | Zambia | 2 – 2 | Kameroen | Zambia |
| 8 oktober 1969 «onderlinge duels» |        |       |          | Zambia |

|                                    |          |       |        |          |
| 22 oktober 1969 «onderlinge duels» | Kameroen | 2 – 1 | Zambia | Kameroen |
| 22 oktober 1969 «onderlinge duels» |          |       |        | Kameroen |

Kameroen geplaatst voor het hoofdtoernooi.

## Gekwalificeerde landen
| Land                          | Aantal deelnames | Deelnames op rij | Vorige deelname |
| ----------------------------- | ---------------- | ---------------- | --------------- |
| Congo-Kinshasa (t)            | 3e               | 3                | 1968            |
| Verenigde Arabische Republiek | 5e               | 1                | 1963            |
| Ethiopië                      | 7e               | 7                | 1968            |
| Ghana                         | 4e               | 4                | 1968            |
| Guinee                        | 1e               | 1                | -               |
| Ivoorkust                     | 3e               | 3                | 1968            |
| Kameroen                      | 1e               | 1                | -               |
| Soedan (g)                    | 4e               | 1                | 1963            |

t = titelverdediger, g = gastland

## Speelsteden
| Khartoem                               | · Khartoem Wad Madani Speellocaties |
| Municipal Stadion (capaciteit:15.000   | · Khartoem Wad Madani Speellocaties |
| Wad Madani                             | · Khartoem Wad Madani Speellocaties |
| Wad Madani Stadion (capaciteit:15.000) | · Khartoem Wad Madani Speellocaties |

## Groepsfase

### Groep A
| Land      | Wed | Win | Gel | Ver | DV | DT | +/− | Pnt |
| --------- | --- | --- | --- | --- | -- | -- | --- | --- |
| Ivoorkust | 3   | 2   | 0   | 1   | 9  | 4  | +5  | 4   |
| Soedan    | 3   | 2   | 0   | 1   | 5  | 2  | +3  | 4   |
| Kameroen  | 3   | 2   | 0   | 1   | 7  | 6  | +1  | 4   |
| Ethiopië  | 3   | 0   | 0   | 3   | 3  | 12 | −9  | 0   |

|                                    |                          |       |                |                                                                                                   |
| 6 februari 1970 «onderlinge duels» | Kameroen                 | 3 – 2 | Ivoorkust      | Municipal Stadium, Khartoum Toeschouwers: 14.464 Scheidsrechter: Moustafa Kamel Mahmoud ( Egypte) |
| 6 februari 1970 «onderlinge duels» | Koum 57', 66' N'Doga 60' |       | Pokou 25', 45' | Municipal Stadium, Khartoum Toeschouwers: 14.464 Scheidsrechter: Moustafa Kamel Mahmoud ( Egypte) |

|                                    |                                            |       |          |                                                                                             |
| 6 februari 1970 «onderlinge duels» | Soedan                                     | 3 – 0 | Ethiopië | Municipal Stadium, Khartoum Toeschouwers: 14.464 Scheidsrechter: Jean-Louis Faber ( Guinee) |
| 6 februari 1970 «onderlinge duels» | Gagarin 43' Hasabu El-Sagheer 47' Jaxa 85' |       |          | Municipal Stadium, Khartoum Toeschouwers: 14.464 Scheidsrechter: Jean-Louis Faber ( Guinee) |

|                                    |                                        |       |                   |                                                                                               |
| 8 februari 1970 «onderlinge duels» | Kameroen                               | 3 – 2 | Ethiopië          | Municipal Stadium, Khartoum Toeschouwers: 9.864 Scheidsrechter: Robert Amoo Quarshie ( Ghana) |
| 8 februari 1970 «onderlinge duels» | Tsébo 21' Manga-Onguéné 43' N'Doga 70' |       | Mengistu 12', 75' | Municipal Stadium, Khartoum Toeschouwers: 9.864 Scheidsrechter: Robert Amoo Quarshie ( Ghana) |

|                                    |           |       |        | |
| 8 februari 1970 «onderlinge duels» | Ivoorkust | 1 – 0 | Soedan | Municipal Stadium, Khartoum Toeschouwers: 9.864 Scheidsrechter: Alphonse Mahombé ( Congo-Kinshasa) |
| 8 februari 1970 «onderlinge duels» | Tahi 89'  |       |        | Municipal Stadium, Khartoum Toeschouwers: 9.864 Scheidsrechter: Alphonse Mahombé ( Congo-Kinshasa) |

|                                     |                                           |       |              |                                                                                            |
| 10 februari 1970 «onderlinge duels» | Ivoorkust                                 | 6 – 1 | Ethiopië     | Municipal Stadium, Khartoum Toeschouwers: 9.770 Scheidsrechter: Mohamed Boukili ( Marokko) |
| 10 februari 1970 «onderlinge duels» | Losseni 16' Pokou 21', 60', 71', 80', 87' |       | Mengistu 33' | Municipal Stadium, Khartoum Toeschouwers: 9.770 Scheidsrechter: Mohamed Boukili ( Marokko) |

|                                     |                                |       |           |                                                                                            |
| 10 februari 1970 «onderlinge duels» | Soedan                         | 2 – 1 | Kameroen  | Municipal Stadium, Khartoum Toeschouwers: 9.770 Scheidsrechter: Papa Salla Ngom ( Senegal) |
| 10 februari 1970 «onderlinge duels» | Jaxa 20' Hasabu El-Sagheer 60' |       | Tsébo 34' | Municipal Stadium, Khartoum Toeschouwers: 9.770 Scheidsrechter: Papa Salla Ngom ( Senegal) |

### Groep B
| Land                          | Wed | Win | Gel | Ver | DV | DT | +/− | Pnt |
| ----------------------------- | --- | --- | --- | --- | -- | -- | --- | --- |
| Verenigde Arabische Republiek | 3   | 2   | 1   | 0   | 6  | 2  | +4  | 5   |
| Ghana                         | 3   | 1   | 2   | 0   | 4  | 2  | +2  | 4   |
| Guinee                        | 3   | 0   | 2   | 1   | 4  | 7  | −3  | 2   |
| Congo-Kinshasa                | 3   | 0   | 1   | 2   | 2  | 5  | −3  | 1   |

|                                    |                |       |                |                                                                                            |
| 7 februari 1970 «onderlinge duels» | Ghana          | 2 – 0 | Congo-Kinshasa | Wad Madani Stadion, Wad Medani Toeschouwers: 7.525 Scheidsrechter: Ibrahim Obeid ( Soedan) |
| 7 februari 1970 «onderlinge duels» | Owusu 29', 32' |       |                | Wad Madani Stadion, Wad Medani Toeschouwers: 7.525 Scheidsrechter: Ibrahim Obeid ( Soedan) |

|                                    |                                                    |       |                   |                                                                                                   |
| 7 februari 1970 «onderlinge duels» | Verenigde Arabische Republiek                      | 4 – 1 | Guinee            | Wad Madani Stadion, Wad Medani Toeschouwers: 7.525 Scheidsrechter: Tesfaye Gebreyesus ( Ethiopië) |
| 7 februari 1970 «onderlinge duels» | Abo Greisha 5', 10' El-Shazly 73' (pen.) Basry 66' |       | Edenté 25' (pen.) | Wad Madani Stadion, Wad Medani Toeschouwers: 7.525 Scheidsrechter: Tesfaye Gebreyesus ( Ethiopië) |

|                                    |                           |       |                                 |                                                                                                 |
| 9 februari 1970 «onderlinge duels» | Congo-Kinshasa            | 2 – 2 | Guinee                          | Wad Madani Stadion, Wad Medani Toeschouwers: 3.342 Scheidsrechter: Théodore Koudou ( Ivoorkust) |
| 9 februari 1970 «onderlinge duels» | Kalonzo 70' Mungamuni 72' |       | Petit Sory 5' Edenté 55' (pen.) | Wad Madani Stadion, Wad Medani Toeschouwers: 3.342 Scheidsrechter: Théodore Koudou ( Ivoorkust) |

|                                    |                               |       |            |                                                                                                 |
| 9 februari 1970 «onderlinge duels» | Verenigde Arabische Republiek | 1 – 1 | Ghana      | Wad Madani Stadion, Wad Medani Toeschouwers: 3.342 Scheidsrechter: Stanislas Kandem ( Kameroen) |
| 9 februari 1970 «onderlinge duels» | Bazooka 70'                   |       | Sunday 60' | Wad Madani Stadion, Wad Medani Toeschouwers: 3.342 Scheidsrechter: Stanislas Kandem ( Kameroen) |

|                                     |          |       |           |                                                                                              |
| 11 februari 1970 «onderlinge duels» | Guinee   | 1 – 1 | Ghana     | Wad Madani Stadion, Wad Medani Toeschouwers: 3.927 Scheidsrechter: Ahmed Khelifi ( Algerije) |
| 11 februari 1970 «onderlinge duels» | Tolo 10' |       | Owusu 50' | Wad Madani Stadion, Wad Medani Toeschouwers: 3.927 Scheidsrechter: Ahmed Khelifi ( Algerije) |

|                                     |                               |       |                |                                                                                                 |
| 11 februari 1970 «onderlinge duels» | Verenigde Arabische Republiek | 1 – 0 | Congo-Kinshasa | Wad Madani Stadium, Wad Medani Toeschouwers: 3.927 Scheidsrechter: Bennett Simfukwe ( Zimbabwe) |
| 11 februari 1970 «onderlinge duels» | Abo Greisha 71'               |       |                | Wad Madani Stadium, Wad Medani Toeschouwers: 3.927 Scheidsrechter: Bennett Simfukwe ( Zimbabwe) |

## Knock-outfase
|  | halve finale                  | halve finale           |   |                               | finale                 | finale |
|  |                               |                        |   |                               |                        |        |
|  | 14 februari – Khartoum        |                        |   |                               |                        |        |
|  | Ivoorkust                     | 1                      |   |                               |                        |        |
|  | Ghana                         | 2                      |   |                               |                        |        |
|  |                               |                        |   |                               |                        |        |
|  |                               |                        |   |                               | 16 februari – Khartoum |        |
|  |                               |                        |   |                               | Soedan                 | 1      |
|  |                               | Ghana                  | 0 |                               |                        |        |
|  |                               |                        |   |                               |                        |        |
|  |                               |                        |   |                               | derde plaats           |        |
|  | 14 februari – Khartoum        | 14 februari – Khartoum |   | 16 februari – Khartoum        | 16 februari – Khartoum |        |
|  | Verenigde Arabische Republiek | 1                      |   | Verenigde Arabische Republiek | 3                      |        |
|  | Soedan                        | 2                      |   |                               | Ivoorkust              | 1      |

### Halve finale
|                                     |             |            |                       |                                                                                             |
| 14 februari 1970 «onderlinge duels» | Ivoorkust   | 1 – 2 (nv) | Ghana                 | Municipal Stadium, Khartoem Toeschouwers: 12.350 Scheidsrechter: Papa Salla Ngom ( Senegal) |
| 14 februari 1970 «onderlinge duels» | Losseni 78' |            | Sunday 21' Jabir 100' | Municipal Stadium, Khartoem Toeschouwers: 12.350 Scheidsrechter: Papa Salla Ngom ( Senegal) |

|                                     |                               |            |                    |                                                                                            |
| 14 februari 1970 «onderlinge duels» | Verenigde Arabische Republiek | 1 – 2 (nv) | Soedan             | Municipal Stadium, Khartoem Toeschouwers: 12.350 Scheidsrechter: Ahmed Khelifi ( Algerije) |
| 14 februari 1970 «onderlinge duels» | El-Shazly 84'                 |            | El-Asyad 83', 102' | Municipal Stadium, Khartoem Toeschouwers: 12.350 Scheidsrechter: Ahmed Khelifi ( Algerije) |

### 3e/4e plaats
|                                     |                               |       |           | |
| 16 februari 1970 «onderlinge duels» | Verenigde Arabische Republiek | 3 – 1 | Ivoorkust | Municipal Stadium, Khartoem Toeschouwers: 12.187 Scheidsrechter: Salih Mohamed Boukkili ( Marokko) |
| 16 februari 1970 «onderlinge duels» | El-Shazly 3', 14', 50'        |       | Pokou 72' | Municipal Stadium, Khartoem Toeschouwers: 12.187 Scheidsrechter: Salih Mohamed Boukkili ( Marokko) |

### Finale
|                                     |                       |         |       |                                                                                                 |
| 16 februari 1970 «onderlinge duels» | Soedan                | 1 – 0   | Ghana | Municipal Stadium, Khartoem Toeschouwers: 12.187 Scheidsrechter: Gebreyesus Tesfaye ( Ethiopië) |
| 16 februari 1970 «onderlinge duels» | Hasabu El-Sagheer 12' | details |       | Municipal Stadium, Khartoem Toeschouwers: 12.187 Scheidsrechter: Gebreyesus Tesfaye ( Ethiopië) |

| Afrika Cup Winnaar 1970 |
| ----------------------- |
| SOEDAN 1ste titel       |

## Doelpuntenmakers
8 doelpunten
- Laurent Pokou

5 doelpunten
- Hassan El-Shazly

3  doelpunten
- Mengistu Worku
- Kwasi Owusu

- Hasabu El-Sagheer

- Ali Abo Greisha

2 doelpunten
- Emmanuel Koum
- Gaston Paul N'Doga
- Jean-Marie Tsébo

- ... Losseni
- Ibrahim Sunday
- Soriba Soumah

- Jaxa
- Muhamad El-Basheer El-Asyad

1 doelpunt
- Jean Manga-Onguéné
- François Tahi
- Malik Jabir
- Petit Sory

- Thiam Ousmane Tolo
- Ali Gagarin
- André Kalonzo

- Léon Mungamuni
- Sayed Abdel Razek
- Taha Basry